# Klötze
Klötze (pronunciación en alemán: /ˈklœt͡sə/ⓘ) es un municipio situado en el distrito de Altmark-Salzwedel, en el estado federado de Sajonia-Anhalt (Alemania), a una altitud de 60 metros. Su población a finales de 2015 era de unos 10 300 habitantes y su densidad poblacional, 37 hab/km².